# Combate de Almaraz
El combate de Almaraz fue un enfrentamiento de la guerra de Independencia española ocurrido los días 18 y 19 de mayo de 1812 en un lugar denominado Lugar Nuevo, situado junto al río Tajo, entre las poblaciones de Romangordo (al sur) y de Almaraz (al norte), ambas en la provincia de Cáceres.
En esta acción, un ejército anglo-portugués a las órdenes del general Rowland Hill destruyó el puente de pontones que facilitaba el cruce del río. Este puente estaba en posesión de las tropas francesas y se encontraba protegido por fortificaciones en ambos extremos.
La acción tomó la forma de un golpe de mano o raid: fue encubierta, rápida y audaz, y su resultado, decisivo. Mejoró significativamente la posición aliada al impedir que las fuerzas francesas acantonadas en Andalucía pudieran tomar parte en la inminente batalla de los Arapiles, a las afueras de Salamanca.

## Antecedentes
A finales de abril de 1812, el duque de Wellington, desde su base en Portugal, había capturado dos plazas fuertes fronterizas, Badajoz y Ciudad Rodrigo, de gran importancia estratégica para controlar las dos vías principales de comunicación con España. A continuación se propuso penetrar hacia el interior de España con el mayor ejército que había mandado hasta el momento, suficientemente fuerte para enfrentarse a cualquiera de los distintos ejércitos franceses estacionados en la península.
Pero no uno sino dos ejércitos franceses se encontraban en su vecindad: el llamado Ejército de Portugal, del mariscal Marmont, cuyo cuartel general estaba en Salamanca, y el Ejército del Sur, del mariscal Soult, estacionado en diversos lugares de Andalucía. El río Tajo separaba la zona de influencia de ambos ejércitos.

## El puente de Almaraz
Los únicos puentes sobre el Tajo se encontraban en Toledo, Talavera, Puente del Arzobispo, Almaraz y Alcántara. Este último puente había sido cortado por los portugueses en 1809. Los puentes de Toledo, Talavera, y Puente del Arzobispo estaban bajo control francés pero, según Napier, en los dos últimos la orilla izquierda del Tajo «tenía tan poco espacio, por las abruptas estribaciones de la Sierra de Guadalupe, que se podía considerar como intransitable para un ejército». La artillería o los equipajes pesados tenían que cruzar, por tanto, por Toledo o por Almaraz.
El llamado por la historiografía inglesa puente de Almaraz, se denomina realmente puente de Albalat y fue construido por la ciudad de Plasencia bajo el reinado de Carlos I en el siglo XVI. Este puente había sido destruido parcialmente por las tropas del general Cuesta el 14 de marzo de 1809 para evitar su uso por los franceses.
Para suplir la falta de un medio para cruzar el Tajo, los franceses construyeron en Lugar Nuevo, dos kilómetros al oeste del puente de Albalat, un puente de pontones flotantes en el otoño de 1809. Tenía unos 200 metros de longitud y estaba construido con pontones pesados. El tramo central lo formaban una o dos embarcaciones ligeras que podían ser retiradas por la noche o por motivos de seguridad. Dos fuertes protegían con artillería y guarnición los extremos de este puente de pontones: el fuerte Ragusa, en la ribera norte y el fuerte Napoleón, en la sur. También en el lado sur, pero a unos ocho kilómetros del puente, se encontraba el viejo castillo de Miravete, artillado por los franceses, junto con dos pequeñas fortificaciones anejas. En conjunto unos mil soldados defendían todos estos fuertes.
Wellington había interceptado despachos cifrados de Marmont que le indicaban la importancia que el mariscal francés daba al puente y a sus fortificaciones, almacenes y polvorines, así como a la conveniencia de no mantener demasiadas fuerzas en el Tajo. De hecho, los franceses solo disponían allí de la división de Foy, estacionada en Talavera de la Reina, a dos jornadas de marcha, reforzada esta a su vez por la división de Clauzel, estacionada en Ávila, a otras dos jornadas de Talavera.

## Los preparativos

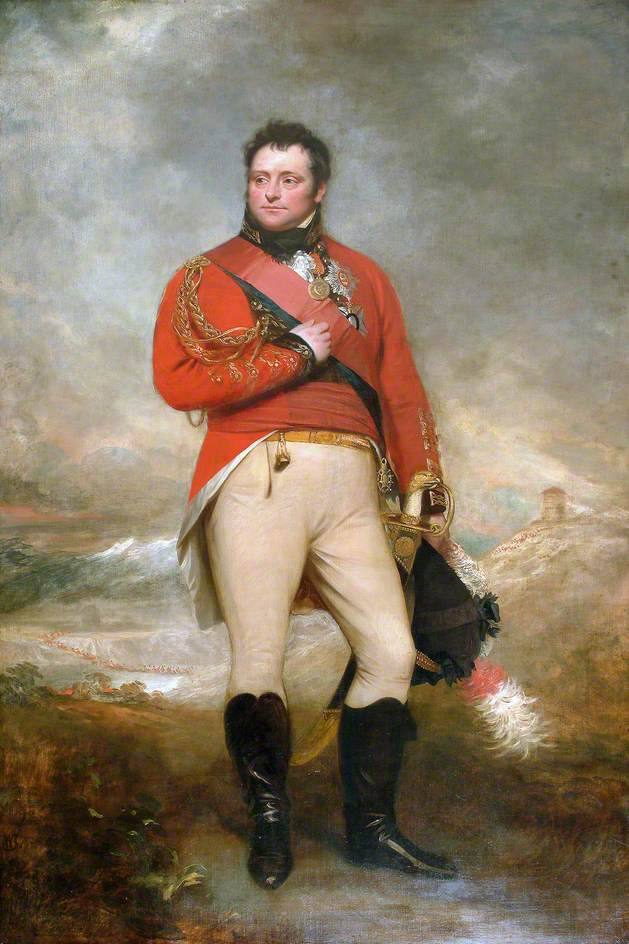
General Rowland Hill

Wellington tenía desgajado de su ejército principal un cuerpo de ejército, acantonado en el sur de Extremadura, al mando del general sir Rowland Hill y con cuartel general en Almendralejo. Su misión era observar y contener incursiones de las fuerzas francesas del mariscal Soult, procedentes de Andalucía.
Wellington ordenó a Hill el 7 de mayo que preparara una incursión para atacar el puente francés sobre el Tajo. Hill preparó una fuerza expedicionaria de unos 7000 hombres con nueve piezas de artillería, que era prácticamente la misma que había sorprendido al general francés Jean-Baptiste Girard en el combate de Arroyomolinos, en octubre de 1811.
La tarea que tenía Hill por delante no era sencilla, ya que la aproximación tendría que realizarse por terreno escarpado y tortuoso y el puente estaba protegido en ambas orillas por sólidas fortificaciones de campaña, junto con una tercera fortificación, el castillo de Miravete, situada en un paraje prácticamente inexpugnable que habría, al menos, que neutralizar.
El fuerte Napoleón era capaz de albergar 450 hombres y estaba situado en lo alto de una colina, sobre un terraplén empinado. Sin embargo no ofrecía dificultades a la ascensión por una tropa atacante, y la entrada en el fuerte resultó facilitada por una escarpa dividida como en dos escalones, que llevaban hasta las murallas del fuerte. La gola del fuerte bajaba en pendiente hacia la cabeza del puente y estaba protegida por una zanja con empalizada y una torre con aspilleras pensada para servir como último refugio en caso de ataque.
En la orilla norte del Tajo se encontraba el fuerte Ragusa, donde se almacenaban toda la munición y los suministros de la guarnición. Este fuerte pentagonal también disponía de una torre aspillerada de casi 8 metros de alto pensada como último reducto, y contaba con una fortificación de campaña cercana al puente.
Los franceses habían reforzado aún más su posición protegiendo el camino principal desde Trujillo en el puerto de Miravete. El puerto estaba dominado por un castillo de origen musulmán derruido en cuyos restos los franceses habían construido una batería con ocho cañones. Estaba conectado a una venta fortificada inmediata a la carretera por dos pequeñas fortificaciones de campaña, los fuertes Colbert y Senarmont. Fuera de este puerto, las montañas eran intransitables para cualquier vehículo con ruedas y el único paso transitable, La Cueva, estaba a unos 3 km al este de Miravete. El camino por la cara sur de las montañas era utilizable por vehículos, pero una vez pasado este paso el camino empeoraba hasta convertirse en un sendero de cabras.

## El ataque

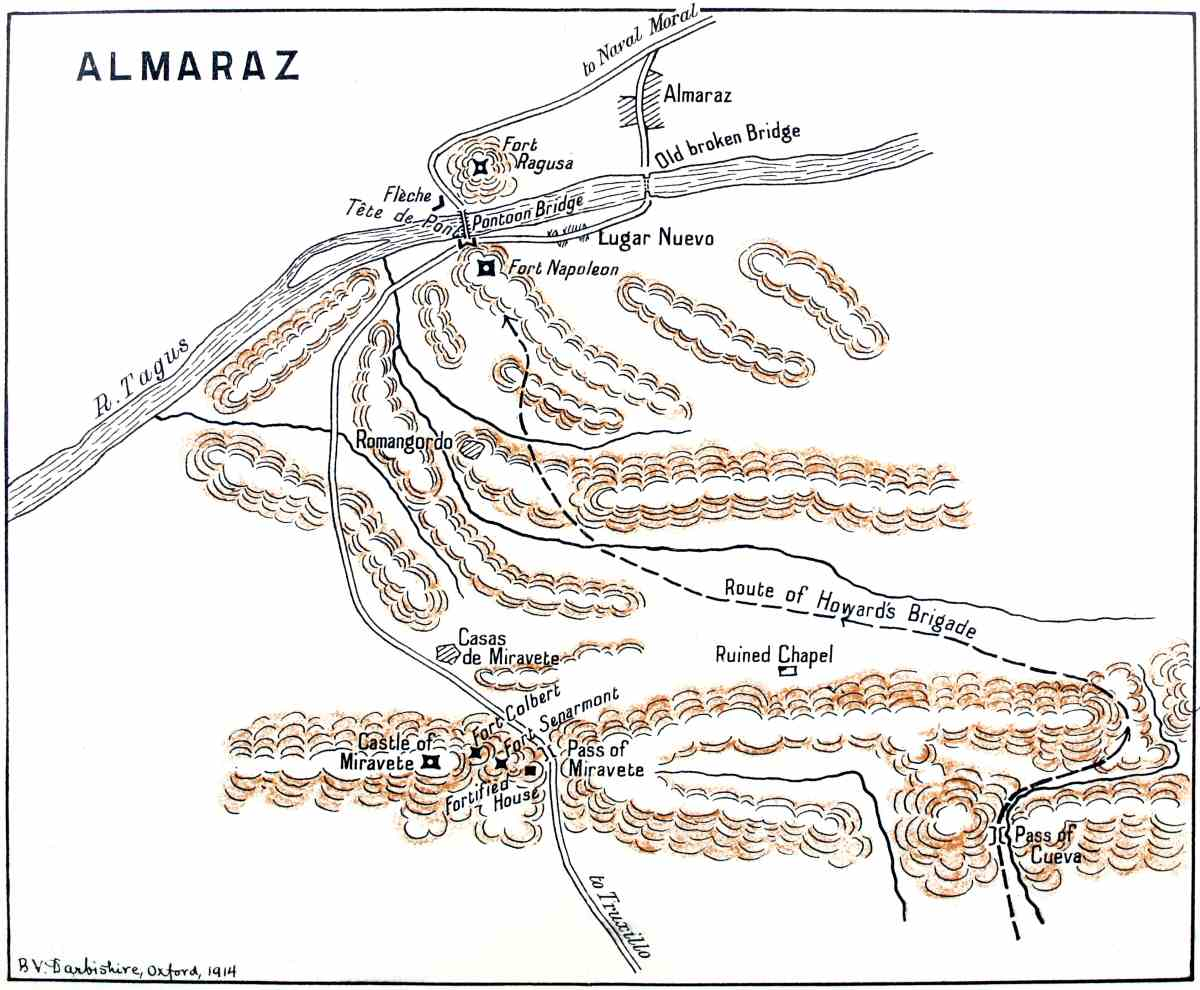
Plano de la incursión contra las fortificaciones que rodeaban el puente de Almaraz.

Las expedición partió de Jaraicejo al atardecer del día 16 de mayo, pero al alba del 17 estaba aún muy lejos de sus objetivos por la naturaleza accidentada del terreno. Hill suspendió el ataque previsto y dedicó el día a un reconocimiento detallado, buscando un lugar ventajoso para atacar Miravete. No lo encontró. Además fue detectado por los franceses, perdiéndose el factor sorpresa. Por ello, el 18 cambió de planes, y dado que parecía imposible que la artillería llegara hasta la posición del puente, Hill pensó que un ataque al fuerte Napoleón y al puente usando sólo la infantería podría salir bien. La artillería quedaría para desgastar las fortificaciones de Miravete.
La fuerza de Hill quedó dividida en tres columnas:
- La primera, con los regimientos ingleses de infantería 28.º, 34.º y el 6.º de Caçadores portugués, al mando del general Chowne, iba a asaltar el castillo de Miravete. Hill sabía que el castillo no se podría tomar sin un asedio en regla, para el que no tenía tiempo, pero el ataque podía servir de cortina de distracción.
- La segunda, formada por el 6.º y el 18.º de infantería portuguesa del coronel Answorth, el 13.º ligero de Dragones junto con toda la artillería, al mando del general Long, avanzaría por el camino principal para atacar las fortificaciones que defendían el puerto de Miravete.
- La tercera columna, o brigada de Howard, a la que el propio Hill acompañó, compuesta por los regimientos británicos 50.º, 71.º, 92.º y una compañía suelta del 5.º batallón del regimiento 60.º y algunos artilleros, atravesaría el puerto de la Cueva y se acercaría al puente francés al amparo de la oscuridad.

El 18 de mayo por la tarde y durante toda la noche, la brigada de Howard atravesó el puerto de la Cueva y se acercó al puente por senderos de herradura, a oscuras, en fila india y con muchas dificultades de avance (las escalas de asalto de diez metros tuvieron que ser cortadas en dos para poder pasar por las curvas y cuestas de los senderos) de modo que los que iban detrás perdieron contacto con los que iban delante. Al amanecer del 19 de mayo, las primeras tropas de Hill estaban en Romangordo sólo a unos 800 m del fuerte Napoleón, pero tuvieron la mala fortuna de haber sido detectadas cuando cruzaban las montañas. La guarnición del fuerte Napoleón, al mando del coronel Aubert, se puso en alerta y las dos barcas centrales del puente fueron retiradas. Las fuerzas de Hill permanecieron escondidas y a cubierto a 300 metros del fuerte, esperando que llegaran los rezagados.

## El asalto y toma del puente
Pero Hill quería empezar el ataque cuanto antes, antes de que el día avanzase, aunque su columna no hubiera terminado de llegar al lugar donde esperaban agazapados. Los defensores del fuerte Napoleón estaban ya preparados para un ataque y se les veía preocupados observando el humo y el ruido de los cañones que abrían fuego contra el castillo de Miravete. Sin esperar a tener sus fuerzas completas Hill lanzó el ataque, que logró una cierta sorpresa cuando el 50.º y parte del 71.º salieron de su escondite y cargaron cuesta arriba hacia el fuerte, recibiendo el fuego de fusilería y cañón de los defensores, y también de los cañones del fuerte Ragusa, al otro lado del río. Las tropas británicas caían a medida que avanzaban, pero algunos alcanzaron la cima de la colina y lanzaron sus escalas contra la escarpa. Los hombres se alzaron hasta el primero de los escalones y volvieron a izar sus escalas. Apoyándolas en el segundo escalón de la escarpa lograron escalar los muros y enseguida entablaron combate cuerpo a cuerpo con los defensores.
El primero en subir fue el capitán Candler del 50.º, que saltó sobre el parapeto e inmediatamente fue alcanzado por varias balas de fusil francesas. Sus hombres le siguieron y los defensores empezaron a abandonar la lucha, unos soltando sus fusiles y riendiéndose ante los asaltantes, otros abandonando el fuerte y dirigiéndose hacia la cabeza de puente junto al río. El comandante del fuerte, coronel Aubert, no quiso huir y se defendió valerosamente. Rechazó la oferta de rendición y un sargento del 50.º le atravesó con su bayoneta. Los franceses que permanecieron en el fuerte no lograron ponerse a salvo en la torre y fueron obligados a rendirse. Los cañones del fuerte de Ragusa dejaron de disparar por miedo a alcanzar a sus propios hombres, que huían hacia el río. Los defensores de la cabeza de puente se unieron a la retirada.
Aunque los cañones del fuerte Ragusa volvieron a disparar de nuevo contra el fuerte Napoleón, los artilleros traídos por Hill les respondieron con los cañones capturados. Cuatro granaderos del 92.º, llegados con retraso y queriendo hacer algo, nadaron hasta la otra orilla y trajeron de vuelta algunas barcas amarradas junto al fuerte Ragusa, lo que permitió reparar el puente de pontones que fue cruzado por el resto de las fuerzas de Hill. Entonces la guarnición del fuerte Ragusa se contagió del pánico general entre los franceses y decidió abandonarlo, uniéndose a los que huían desordenadamente hacia Navalmoral.

## El final de la incursión
La acción había sido un éxito. En una hora aproximadamente y con menos de 900 hombres —pues cuando llegaron los últimos rezagados ya todo había acabado— ambos fuertes y el puente habían sido conquistados. Con la pólvora encontrada en los polvorines, Hill mandó volar los fuertes y quemar el puente y las provisiones y pertrechos que no podía transportar.
El castillo de Miravete permaneció en manos francesas hasta el 23, en que llegaron las fuerzas de socorro de Foy. Luego fue abandonado y nunca más utilizado por los franceses. Hill, después de que el general Erskine le hiciera llegar el rumor infundado de que el ejército completo de Soult se estaba acercando, se retiró rápidamente a Trujillo, adonde llegó el día 21, perdiendo la oportunidad de alcanzar un éxito completo con la toma del castillo de Miravete, algo que tanto Hill como Wellington deseaban.
La incursión al puente les costó a los británicos 33 muertos y 148 heridos, de los que 28 muertos y 110 heridos pertenecían al regimiento 50.º. Las bajas francesas se estimaron en unas 400, incluyendo 259 que fueron hechos prisioneros.
Los españoles reconstruyeron el puente de Albalat entre 1841 y 1845.